# Strachovice (Čistá)

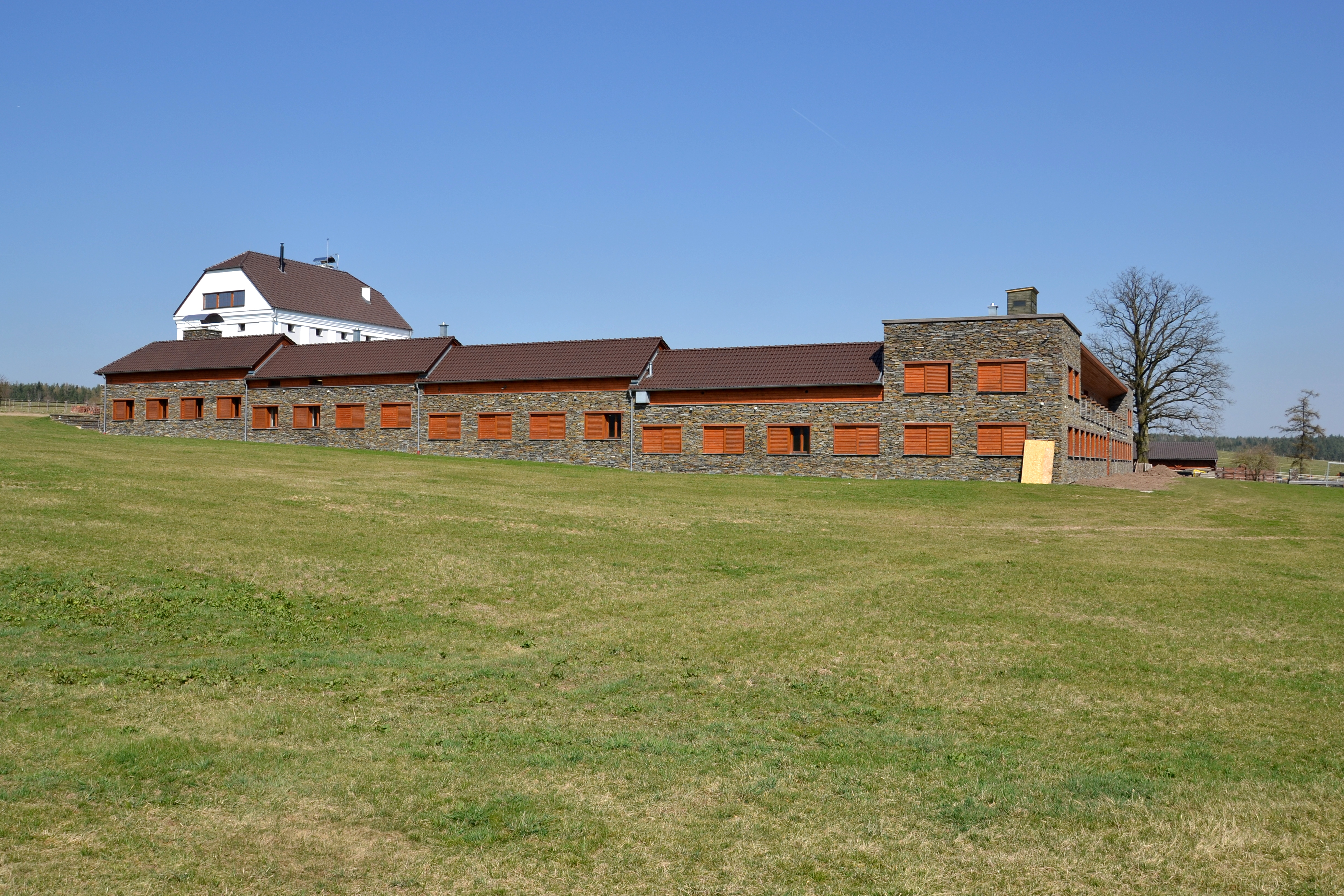
Hof Strachovice, Südwestansicht

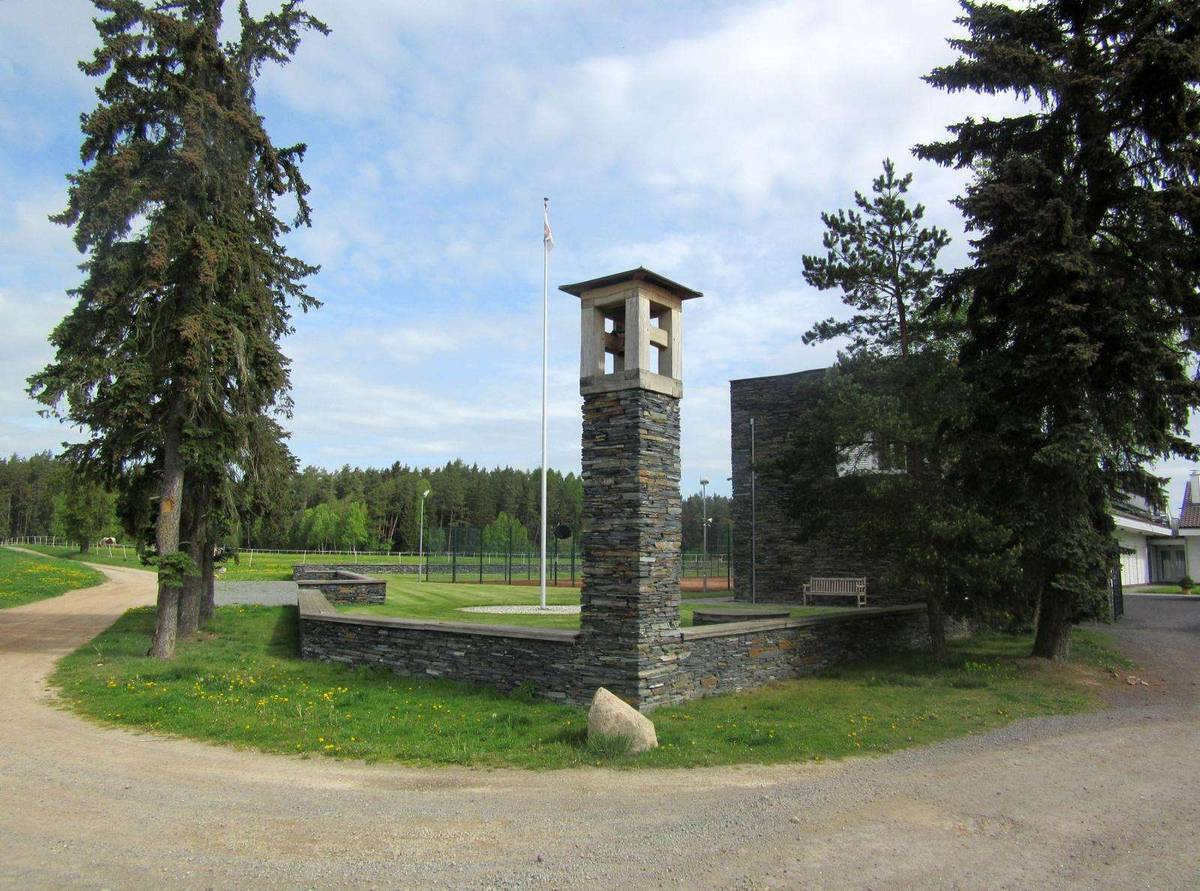
Glockenturm

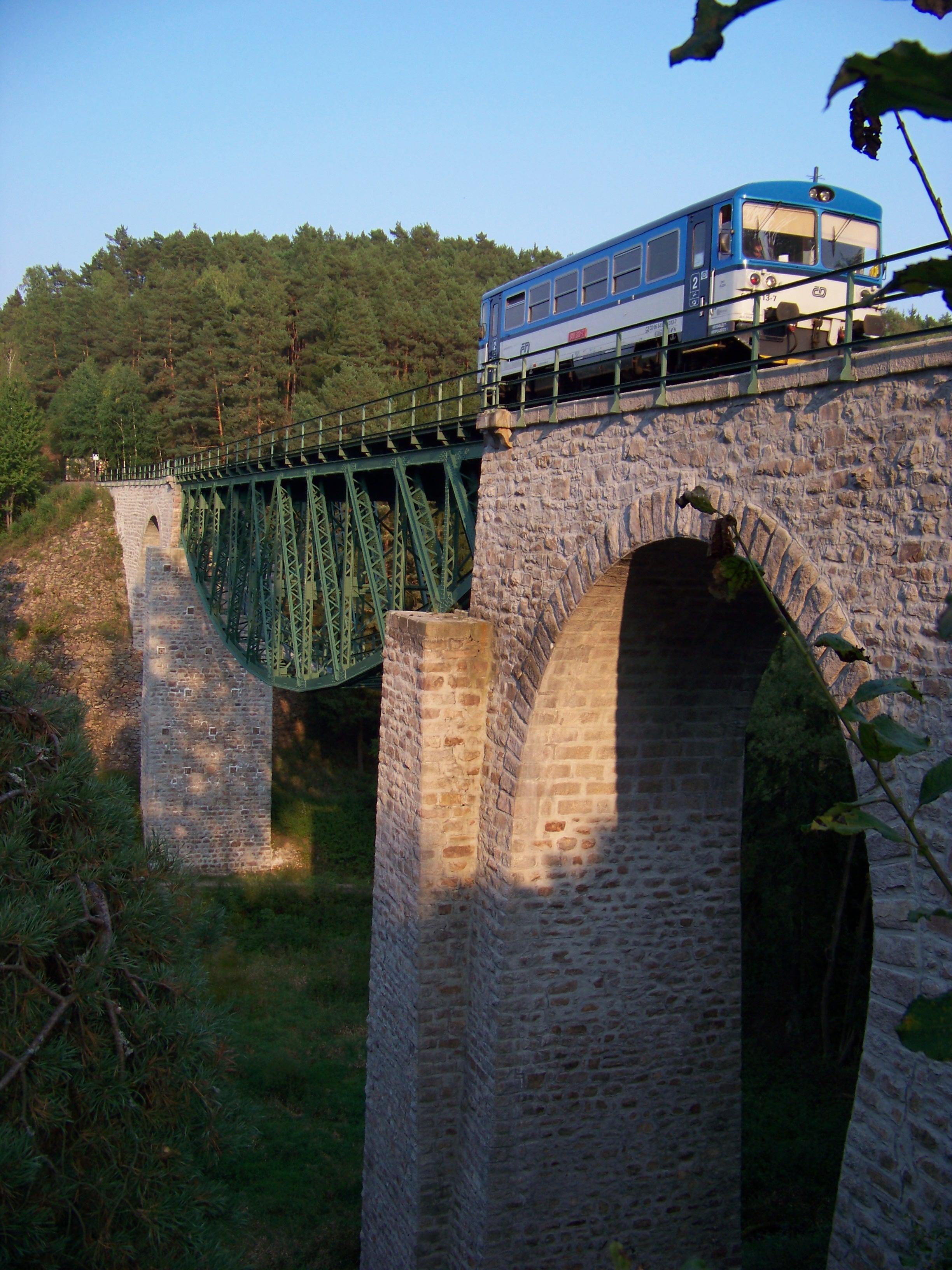
Eisenbahnbrücke über die Javornice

Strachovice (deutsch Strachowitz) ist ein Ortsteil der Gemeinde Čistá (Tschistay) in Tschechien. Er liegt fünf Kilometer nordöstlich von Kralovice (Kralowitz) und gehört zum Okres Rakovník.

## Geographie
Die von ausgedehnten Wäldern umschlossene Streusiedlung Strachovice befindet sich auf einer landwirtschaftlich genutzten Anhöhe zwischen dem Bach Jasanový potok und seinem Zufluss Strachovický potok auf dem Gebiet des Naturparks Jesenicko in der Kralovická pahorkatina (Kralowitzer Hügelland). Im Osten reicht die Gemarkung bis in das Tal der Javornice; dort verläuft die Bahnstrecke Rakovník–Mladotice, die den Fluss bei Nad Mostem auf einem Viadukt überquert. Östlich erhebt sich der Holubí vrch (509 m n.m.), im Südwesten der Velký Špičák (Großer Spitzberg; 555 m n.m.) und die Březina (573 m n.m.), westlich der Libyňský vrch (561 m n.m.) und im Nordwesten der Lhotský vrch (Welhotenberg; 606 m n.m.).
Nachbarorte sind Nová Ves (Neu Wallisdorf) und Kůzová (Wallisgrün) im Norden, V Lomu, Pod Vrabíkovem und Zátiší im Nordosten, Čistá im Osten, Valcha, V Tišině, Břežany (Breschan) und Kožlany (Koschlan) im Südosten, Hradecko (Hradetzko) im Süden, Hubenov (Hubenau), Sedlec (Sedletz) und Bílov (Bilow) im Südwesten, Vysoká Libyně (Hochlibin) im Westen sowie Podbořánky (Podersanka) und Zelený Důl (Grünthal) im Nordwesten.

## Geschichte
Der zur Herrschaft Křič gehörige Meierhof Strachowitz wurde wahrscheinlich in der zweiten Hälfte des 18. Jahrhunderts durch das Reichsstift adeliger Fräulein in der Neustadt Prag, das später den Namen k.k. freiweltadeliges Damenstift zu den heiligen Engeln in der Altstadt Prag erhielt, angelegt. Auf dem Hof robotpflichtig waren auch die Bewohner des weitab gelegenen Dorfes Nedowitz. Erstmals schriftlich erwähnt wurde Strachowitz 1785 in der Topographie des Königreichs Böhmen ohne Angabe der Häuserzahl. Während der Josephinischen Reformen wurde die Herrschaft im Jahre 1787 an das Prager Theresianum angeschlossen, 1791 ging sie an das Damenstift zurück.
Im Jahre 1843 bestand die im Rakonitzer Kreis an der Straße von Rakonitz nach Pilsen gelegene und nach Tschistay konskribierte Einschicht Strachowitz, auch Schippenhäusel genannt, aus zwei Hausnummern: einem herrschaftlichen Meierhof sowie einem dominikalen Jägerhaus mit Wirtshaus. Strachowitz war Sitz eines der drei herrschaftlichen Forstreviere. Außerdem erwähnt wurden die ebenfalls nach Tschistay konskribierte eingängige Giřik-Mühle (Nad Mostem) mit einer Brettsäge unterhalb des Giřik-Teiches sowie die eingängige Alberti-Mühle (V Lukách) unterhalb des Alberti-Teiches. Pfarr- und Schulort war Kozlan. Bis zur Mitte des 19. Jahrhunderts blieb Strachowitz der Herrschaft Křič untertänig.
Nach der Aufhebung der Patrimonialherrschaften bildeten die Waldeinschichten westlich von Tschistay ab 1850 den Ortsteil Strachovice / Strachowitz der Marktgemeinde Čistá / Tschistay im Gerichtsbezirk Kralowitz. Ab 1868 gehörte Strachovice zum Bezirk Kralowitz. Im Jahre 1869 bestand die Siedlung aus sieben Häusern und hatte 46 Einwohner. 
Im Jahre 1906 verkaufte das Freiweltadelige Damenstift zu den heiligen Engeln die Grundherrschaft Chříč an Stephan von Götzendorf-Grabowski, der sie 1910 an Gustav Fischer veräußerte. Anschließend wechselten die Besitzer in rascher Folge. Im Jahre 1900 hatte Strachovice 31 Einwohner, 1910 waren es 43. 
Nach dem Ersten Weltkrieg zerfiel der Vielvölkerstaat Österreich-Ungarn, Strachowitz wurde 1918 Teil der neu gebildeten Tschechoslowakischen Republik. Beim Zensus von 1921 lebten in den fünf Häusern von Strachovice 47 Tschechen. 1930 lebten in den fünf Häusern von Strachovice 35 Personen. Nach dem Münchner Abkommen verblieb Strachovice im Oktober 1938 bei der Resttschechoslowakei; die neue Staatsgrenze zum Deutschen Reich wurde entlang der nördlichen und westlichen Gemarkungsgrenze gezogen. Ab März 1939 gehörte Strachowitz zum Protektorat Böhmen und Mähren. Nach dem Ende des Zweiten Weltkrieges kam Strachovice zur wiedererrichteten Tschechoslowakei zurück. 1949 erfolgte die Umgliederung in den neuen Okres Plasy. 1950 lebten in den drei Häusern von Strachovice 32 Personen. Bei der Gebietsreform von 1960 erfolgte die Aufhebung des Okres Plasy, Strachovice wurde Teil des Okres Rakovník. Beim Zensus von 1991 lebten in einem Haus von Strachovice zwei Personen. 2011 hatte die Siedlung keine ständigen Einwohner mehr und bestand aus drei Wohnhäusern.

## Ortsgliederung
Der Ortsteil Strachovice bildet einen Katastralbezirk. Zu Strachovice gehören die Einschichten Nad Mostem (Giřikmühle) und V Lukách (Albertimühle).

## Sehenswürdigkeiten
- Steinerner Glockenturm, am Abzweig vor dem ehemaligen Wirtshaus, errichtet Ende des 20. Jahrhunderts
- Eisenbahnviadukt über die Javornice, östlich von Strachovice
- Žižkovy valy (Žižka-Wälle), Befestigungsanlage aus den Hussitenkriegen, angelegt 1424, nördlich von V Lukách im Wald Novoveský les (Neuwallisdorfer Hau). Nach der Volksüberlieferung wurde sie den Schweden im Dreißigjährigen Krieg zugeschrieben und deshalb als Schwedenschanze bezeichnet.